# Boreti
Boreti (cyr. Борети) – wieś w Czarnogórze, w gminie Budva. W 2011 roku liczyła 331 mieszkańców.